# コーディー・ファーン
コーディー・ファーン（Cody Fern ([kóʊdi fˈɚːn]), 1988年7月6日 - ）は、オーストラリア出身の俳優である。
『アメリカン・クライム・ストーリー/ヴェルサーチ暗殺』においてのデイヴィッド・マドソン役と『アメリカン・ホラー・ストーリー: 黙示録』においてのマイケル・ラングドン役で知られている。
表記は、コーディ・ファーンやコディ・ファーンの場合もある。

## 経歴
1988年に西オーストラリア州のパースから東に370kmのサザーン・クロスで生まれた。
メレディン・シニア・ハイ・スクールを卒業して、カーティン工科大学で経営とマーケティングを専攻して、2009年に優等学位を取得して卒業した。
そして、サーヴィス事業のアーンスト・アンド・ヤングで、インターンシップとして働いていたが、俳優としての道に進むため、途中で離職した。自分の持ち物を売り払って演技クラスの授業料を捻出し、西オーストラリアの地方劇団にメンバーの一員として参加した。

## キャリア
主に古典を上演している"Shakespeare WA"の2011年上演の『ロミオとジュリエット』で、ロミオ役で出演して俳優としてのキャリアを開始した。その後、"Black Swan Theatre Company"プロデュースの『Jandamarra』にリンジー役で、西オーストラリア州立芸術劇場で上演された『The Enchanters』にサウサンプトン伯爵役で出演した。
新しい活躍の場を求めて2011年の終わりころに、ニュー・サウス・ウェールズ州にあるシドニーのピーターシャムに引っ越しした。俳優の友人とシドニーでのエージェントは、『ウォー・ホース 〜戦火の馬〜』のオーデションを受けるようにすすめたが、長期間の拘束があるため最初は乗り気ではなかった。しかし脚本を読んで作品に惹かれたため、数百人の参加者に混じってオーデションを受けた。
そして、2012年から2013年にかけて、アーツ・センター・メルボーンで上演された『ウォー・ホース 〜戦火の馬〜』に主役のアルバートで出演した。ロイヤル・ナショナル・シアターのプロダクションでのもので、この公演は批評家に賞賛された。
エレン・バースティン、ラリー・モス、スーザン・バットソンに演技指導を受けていた。そして2012年、デイリー・テレグラフ紙で注目すべき10人の若い俳優の1人に選ばれた。
また、2010年の『Still Take You Home』や2014年の『The Last Time I Saw Richard』などのいくつかのショート・フィルムに出演していた。この『Still Take You Home』はWest Australian Screen Awardsを受賞した作品であった。
2014年、ヒース・レジャーのスカラシップで、賞金10,000ドルの優勝者に選ばれた。このスカラシップには、L.A.にある"Stella Adler Academy of Acting and Theatre"での2年間の費用が含まれていた。
キャリアの向上を目指していたファーンはL.A.に引越し、3 Arts Entertainmentとマネージメント契約を交わした。しかし、スカラシップの優勝者であってもブレイクスルーには時間が必要であった。映画『ダラス・バイヤーズクラブ』のプロデューサーであったロビー・ブレナーがプロデュースした、2017年の映画『The Tribes of Palos Verdes』にジム・メイソン役で出演するまで、その機会は訪れなかった。
『アメリカン・クライム・ストーリー』第2シーズンの『The Assassination of Gianni Versace: American Crime Story』のエピソード4『"House by the Lake"』に登場して、真のブレイクスルーを果たした。批評家はファーンの演じたデイヴィッド・マドソン役を絶賛して、新しいスターの登場と位置づけている。この役はオーディションを受けた上でライアン・マーフィーに選ばれたものであった。
次の役は、『ハウス・オブ・カード 野望の階段』の最終シーズンとなった第6シーズンに、ダンカン・シェパード役でレギュラーとして出演すると発表された。
FXのホラー・アンソロジー・シリーズアメリカン・ホラー・ストーリーの『Apocalypse』でアンチクライストのマイケル・ラングドン役で出演すると発表された。マイケル・ラングドンは第1シーズン『呪いの館』での幼児のキャラクターでデビューしたもので、ファーンは成長したマイケル・ラングドンを演じる予定である。

## 出演作品

### 映画
| 公開年 | 題名 原題                                | 役名 原表記                      | 備考                                              |
| ------ | ---------------------------------------- | -------------------------------- | ------------------------------------------------- |
| 2008   | Hole in the Ground                       | Zach                             | Short film                                        |
| 2010   | Still Take You Home                      | Milk                             | Short film                                        |
| 2010   | Drawn Home                               | Steve                            | Short film                                        |
| 2014   | The Last Time I Saw Richard              | Richard                          | Short film (at "Boys on Film 11: We Are Animals") |
| 2017   | The Tribes of Palos Verdes               | Jim                              |                                                   |
| 2017   | Pisces                                   | Charlie                          | Short film; also director and writer              |
| 2018   | 大いなる闇の日々 The Great Darkened Days | セールスマン Travelling Salesman | (French : La grande noirceur)                     |

### テレヴィジョン・シリーズ
| 放映年 | 題名 原題                                                                                                   | 役名 原表記                          | 備考            |
| ------ | --- | ------------------------------------ | --------------- |
| 2014   | Christmas Eve, 1914                                                                                         | Arnold Chapman                       | Television film |
| 2018   | アメリカン・クライム・ストーリー/ヴェルサーチ暗殺 The Assassination of Gianni Versace: American Crime Story | デイヴィッド・マドソン David Madson  | 全4話出演       |
| 2018   | アメリカン・ホラー・ストーリー: 黙示録 American Horror Story: Apocalypse                                    | マイケル・ラングドン Michael Langdon | 全9話出演       |
| 2018   | ハウス・オブ・カード 野望の階段 House of Cards                                                              | ダンカン・シェパード Duncan Shepherd | 全6話出演       |

### シアター
| 上演年      | 題名 原題                             | 役名 原表記       | 備考                                                                    |
| ----------- | ------------------------------------- | ----------------- | ----------------------------------------------------------------------- |
| 2011        | ロミオとジュリエット Romeo and Juliet | ロミオ Romeo      | Shakespeare WA's production (January 7, 2011 - February 5, 2011)        |
| 2011        | The Enchanters                        | Southampton       | State Theatre Centre of Western Australia (May 31, 2011 - June 4, 2011) |
| 2011        | Jandamarra                            | Lindsay & Trooper | The Jandamarra Returns tour 13 performances(July - August 2011)         |
| 2012 - 2013 | ウォー・ホース 〜戦火の馬〜 War Horse | アルバート Albert | Arts Centre Melbourne (December 31,2012 - March 10, 2013)               |